# Ladislav Báča

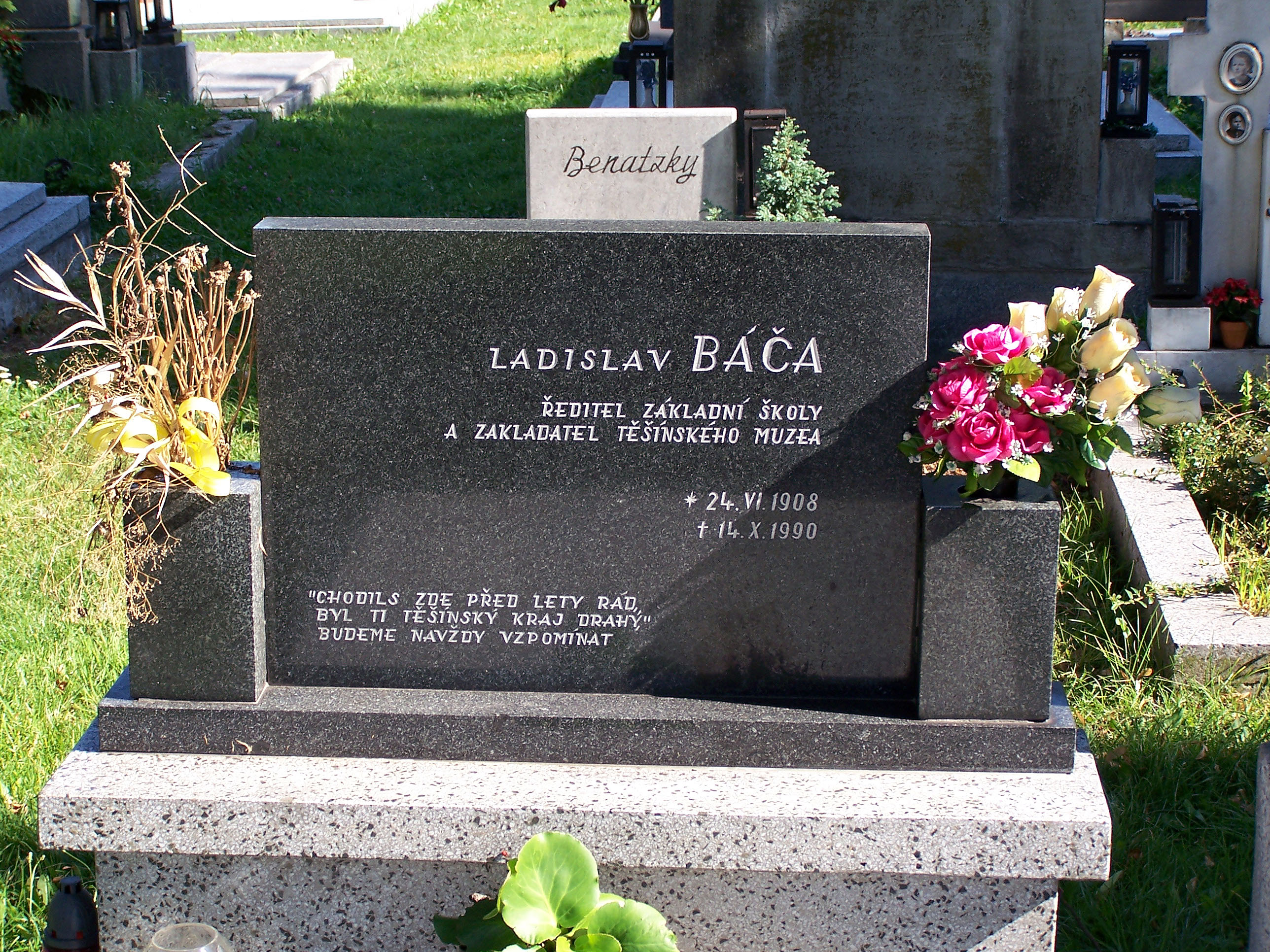
Hrob Ladislava Báči v Českém Těšíně

Ladislav Báča (24. června 1908 Rohozná – 14. října 1990 Český Těšín) byl český pedagog, národopisec, vlastivědný pracovník a zakladatel českotěšínského muzea.

## Život
Pocházel z vesnické rodiny. V roce 1930 nastoupil učitelskou službu v Českém Těšíně. Až do počátku války působil na základních školách v Nýdku a v Jablunkově. Za okupace přesídlil na jižní Valašsko, kde učil v Brumově a ve Valašských Kloboukách. Po osvobození se vrátil na Těšínsko a vyučoval na stejné škole jako před válkou. Později se stal jejím ředitelem. Ve školství působil až do roku 1970.
Přesto, že nebyl těšínským rodákem, plně se s Těšínskem ztotožnil a stal se významnou postavou kulturního života regionu. Již v době svého pedagogického působení, inspirován mimořádnými znalostmi historie a tradice Těšínska, se stal zakladatelem českotěšínského muzea (11. 6. 1948). V muzeu pracoval denně mimo svou školní službu. Trvale se stal muzejním dokumentátorem až do odchodu do důchodu. Do života uvedl Zprávy muzea v Českém Těšíně (od 1954), 26 prvních čísel sám redigoval a doplňoval kresbami i texty. Byl iniciátorem vydávání Listináře Těšínska, který zpočátku vycházel péčí Emericha Němce jako příloha Zpráv. Jako bystrý pozorovatel s hlubokým smyslem pro uchování všeho podstatného využil svého výtvarného nadání ke kresebné dokumentaci hmotné lidové kultury a památek Těšínska. Stovky kreseb, z nichž část je uložena v českotěšínském muzeu, jsou mimořádným faktografickým pramenem. Některé byly publikovány časopisem Těšínsko, nejlepší vyšly samostatně v publikaci Těšínsko v kresebné dokumentaci Ladislava Báči, 1981 (34 volné listy s úvodem Miroslava Malury).
V roce 1983 byla k 75. narozeninám Ladislava Báči uspořádána OVM v Českém Těšíně souborná výstava, která měla v témže roce reprízu na národopisných slavnostech v Dolní Lomné. Ve spolupráci s několika dalšími regionálními pracovníky (A. Grobelný, B. Havlíček, V. Škuta, F. Urbanec) založil v roce 1957 vlastivědný zpravodaj Těšínsko a byl po mnoho let předsedou jeho redakční rady. Byl inspirátorem řady akcí na sblížení muzea a školy. Zkušenosti s dokumentací lidové kultury uplatnil při organizování prvního ročníku Národopisných slavností v Dolní Lomné. Jako člen organizačního výboru zajišťoval po více než 15 let výstavní programy přibližující muzejní sbírky a lidové umění současných tvůrců.